# MOS Technology 4510

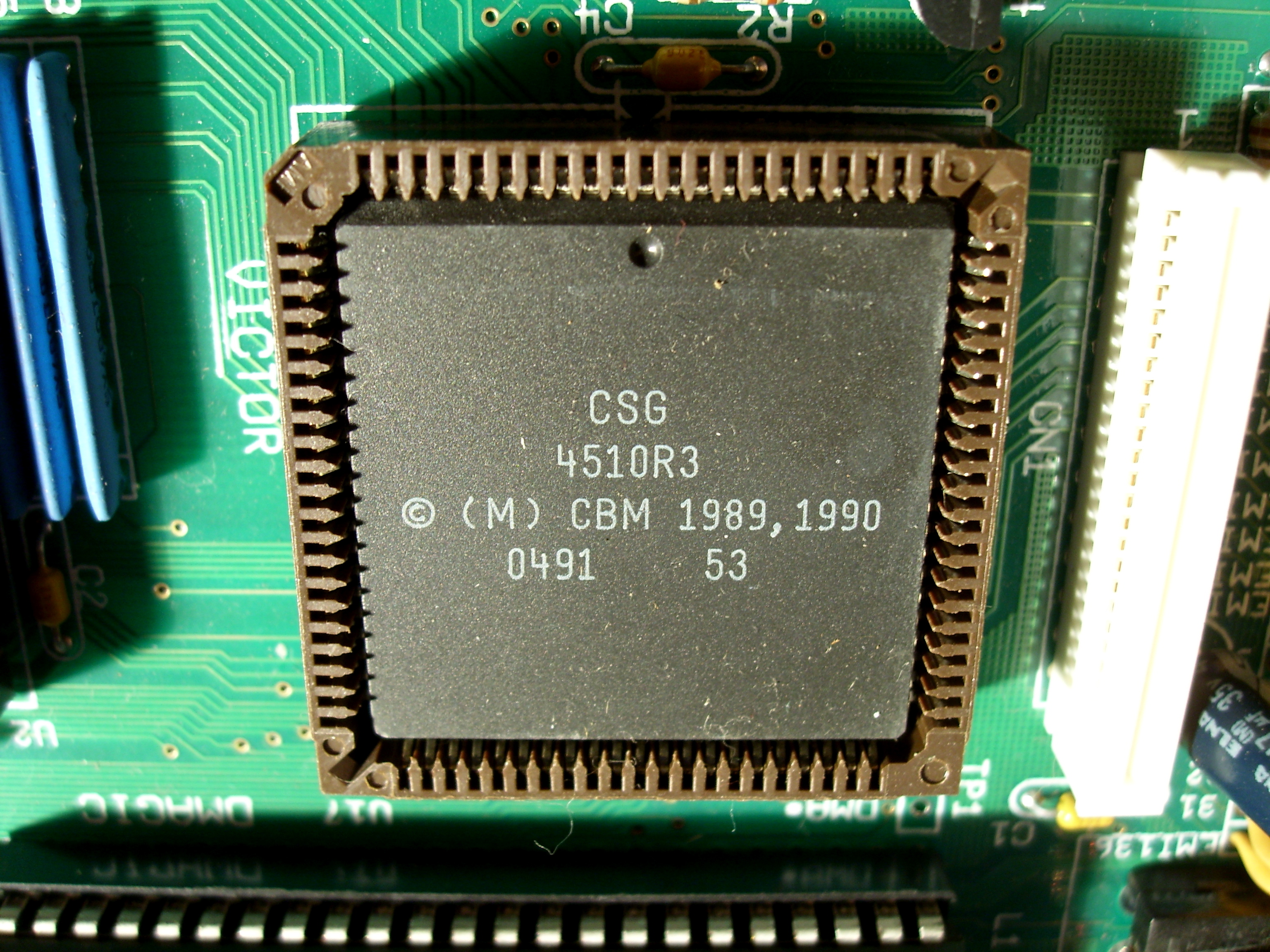
MOS Technology 4510

A MOS Technology 4510 jelű mikrovezérlőt a Commodore Semiconductor Group (CSG), korábbi nevén MOS Technology gyártotta 1990-1991 körül, amelyet a meg nem jelent Commodore 65 8 bites személyi számítógépben kívántak felhasználni mint központi egységet. CSG 4510 jelöléssel is ismert. A 4510 lényegében egy 65CE02 (CSG 65CE02) CPU, amely két beépített 6526 CIA csipet (bemeneti-kimeneti adapterek) tartalmaz.

## Technikai részletek
A vezérlő 84 tűs PLCC tokozásban készült, 3,54 MHz-es órajelen üzemelt, a központi vezérlés (CPU funkció) mellett ellátta a kommunikáció, pl. a soros port és a számítógép perifériáinak, mint pl. joystick-portok, a memóriabővítő port és merevlemez-vezérlők – irányítását is.
A csip egy teljesen statikus eszköz, processzora egy továbbfejlesztett 6502-alapú processzor, jele 65CE02. A csipben egy 1 MiB memóriát kezelő címsín, 4 db. 16 bites időzítő, 2 24 órás óra programozható riasztással, 2 full-duplex soros be-/kimeneti (UART) csatorna programozható baud rate generátorral, 2 8 bites léptetőregiszter a szinkron soros be-/kimenet számára, és 30 függetlenül programozható digitális be- és kimeneti vonal található.

## Fordítás
Ez a szócikk részben vagy egészben  a   MOS Technology 4510 című angol Wikipédia-szócikk ezen változatának fordításán alapul.  Az eredeti cikk szerkesztőit annak laptörténete sorolja fel. Ez a jelzés csupán a megfogalmazás eredetét és a szerzői jogokat jelzi, nem szolgál a cikkben szereplő információk forrásmegjelöléseként.
Ez a szócikk részben vagy egészben  a   CSG 4510 című olasz Wikipédia-szócikk ezen változatának fordításán alapul.  Az eredeti cikk szerkesztőit annak laptörténete sorolja fel. Ez a jelzés csupán a megfogalmazás eredetét és a szerzői jogokat jelzi, nem szolgál a cikkben szereplő információk forrásmegjelöléseként.